# Weligama
Weligama est une ville côtière du Sri Lanka, située au bord de l'océan Indien, dans le district de Matara et la Province du Sud, à 29 km de Galle et à 145 km de Colombo.

## Population
Lors du recensement de 1911, 8 672 habitants y sont dénombrés. Dix ans plus tard, en 1921, on en compte 9 225. C'est alors la onzième ville de Ceylan.
En 1981 Weligama est crédité de 17 720 habitants, en 2001 de 21 783.

## Histoire
Weligama a été durement touché par le tsunami provoqué par le séisme du 26 décembre 2004 dans l'océan Indien.

## Tourisme
Village de pêcheurs à l'origine, la localité s'ouvre au tourisme et aux sports nautiques. Weligama est doté d'une belle plage de sable, partiellement protégée par une petite île luxuriante privée, située à une centaine de mètres du rivage, Taprobane.
Comme Koggala, Ahangama et d'autres localités voisines, Weligama est connu pour ses pêcheurs sur échasses qui font la joie des photographes. De fait cette méthode de pêche traditionnelle n'est plus guère pratiquée et sert surtout à attirer le touriste qui devra s'acquitter d'un pourboire.

## Galerie

### Weligama beach

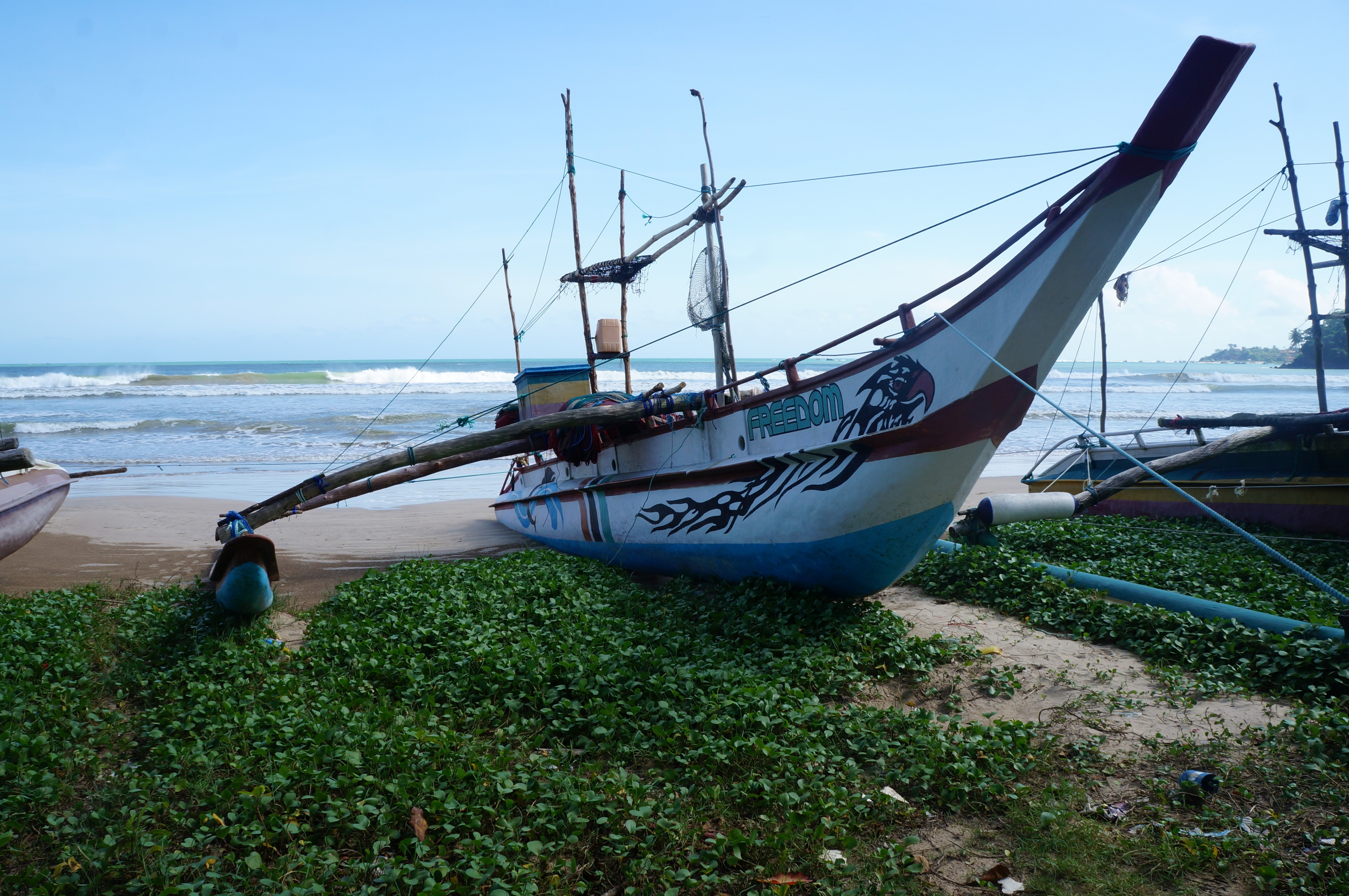
Pirogue à balancier
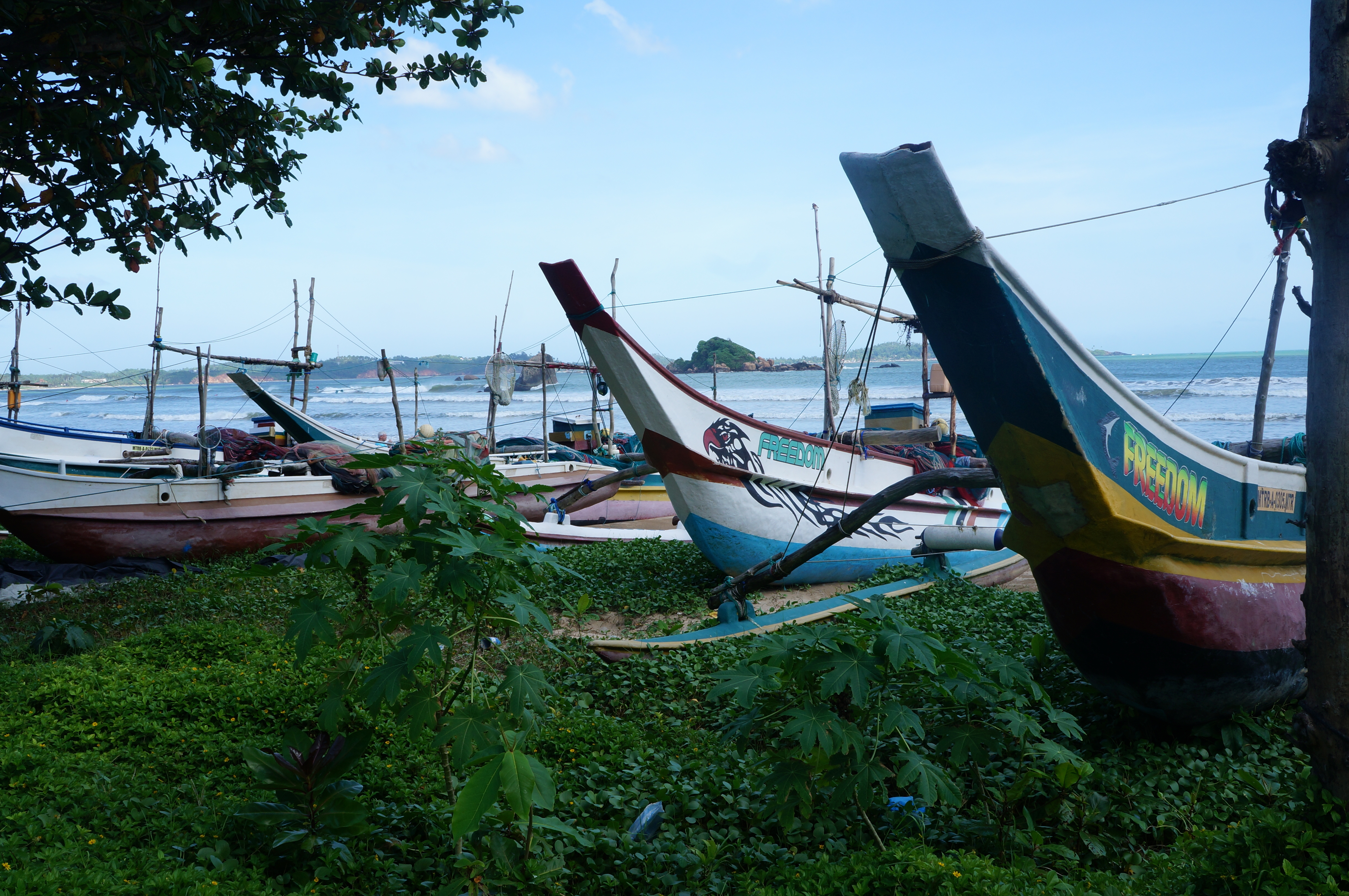
Pirogue à balancier
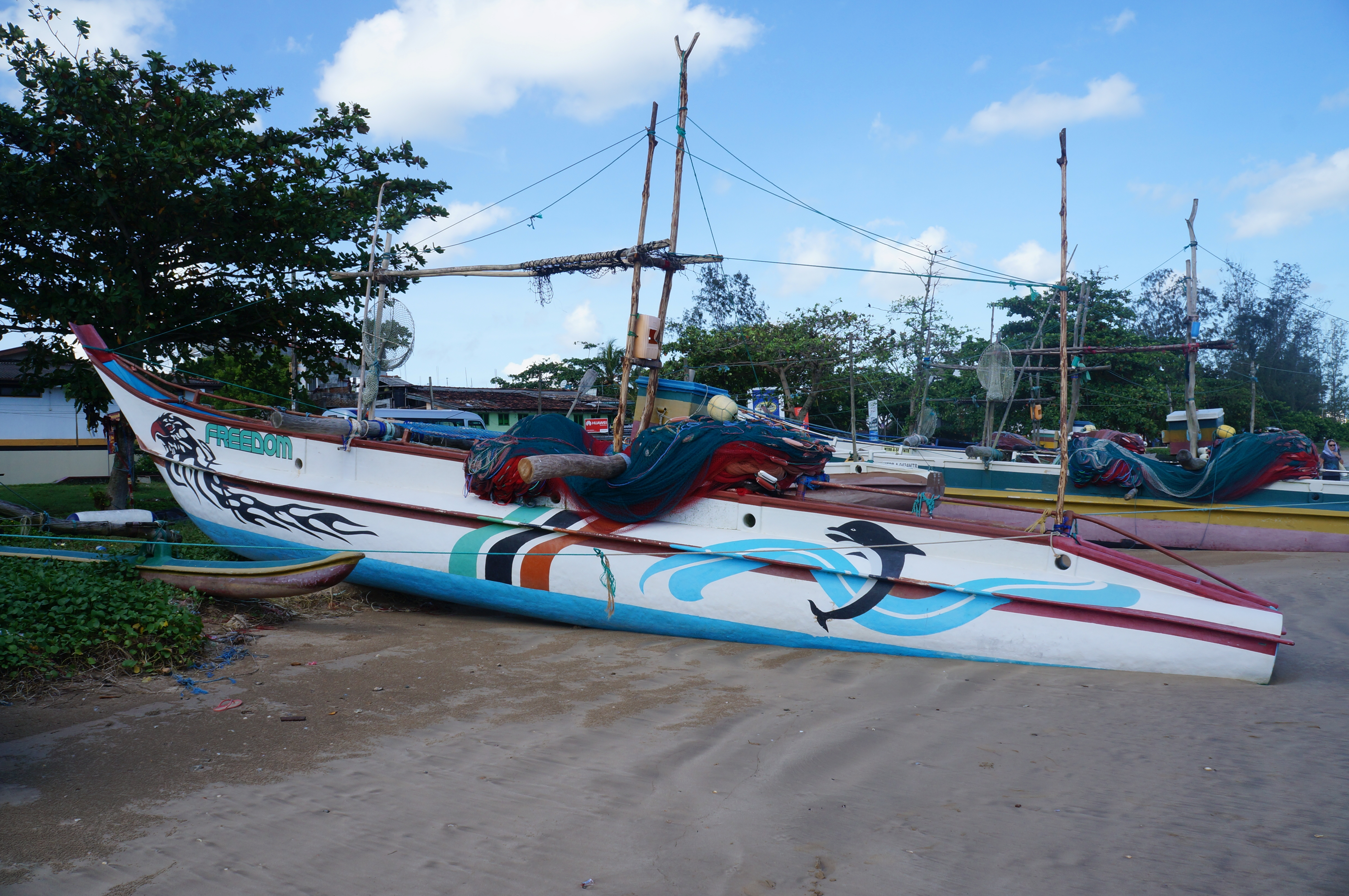
Pirogue à balancier
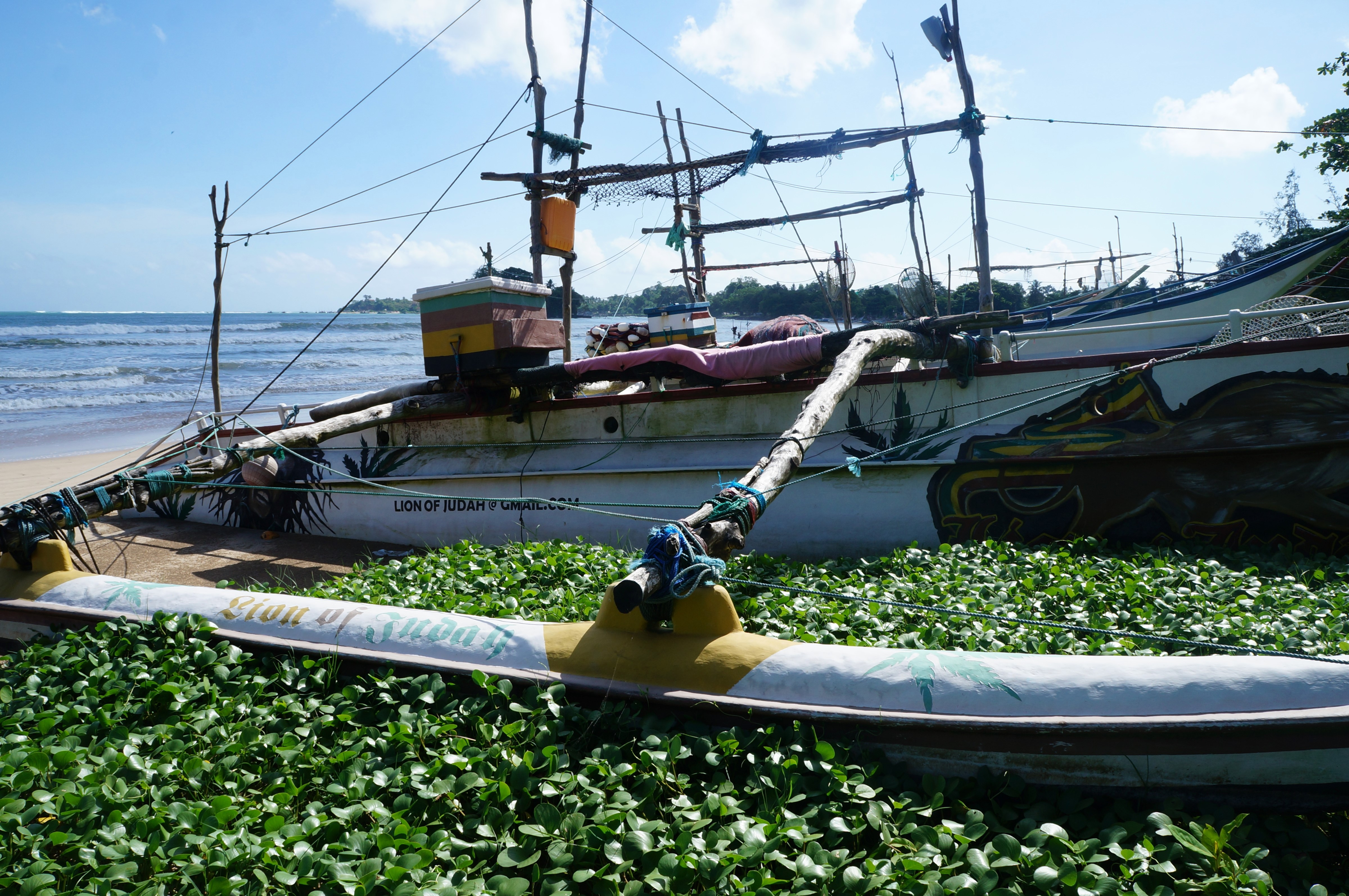
Pirogue à balancier
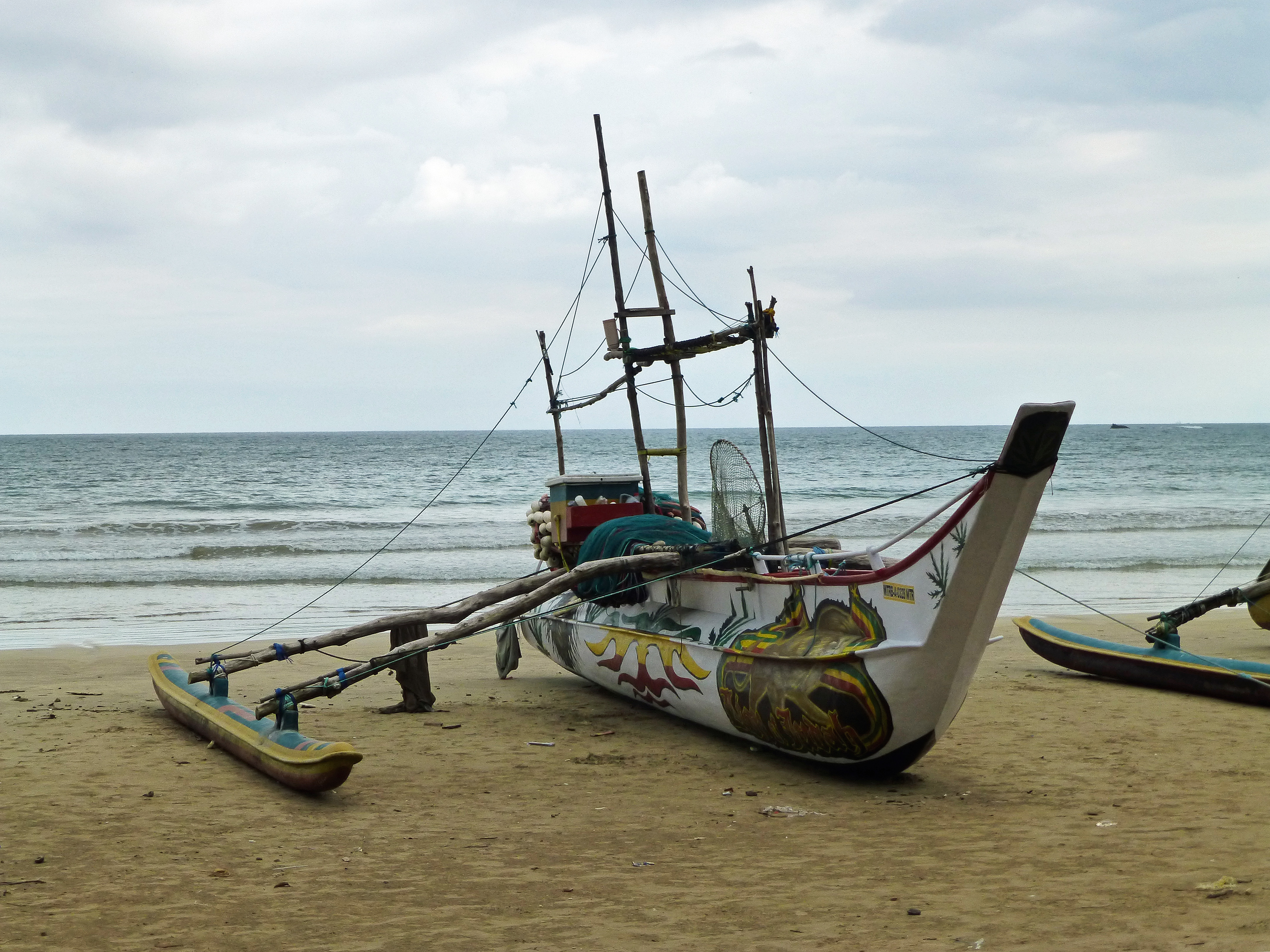
Pirogue à balancier

### Weligama town

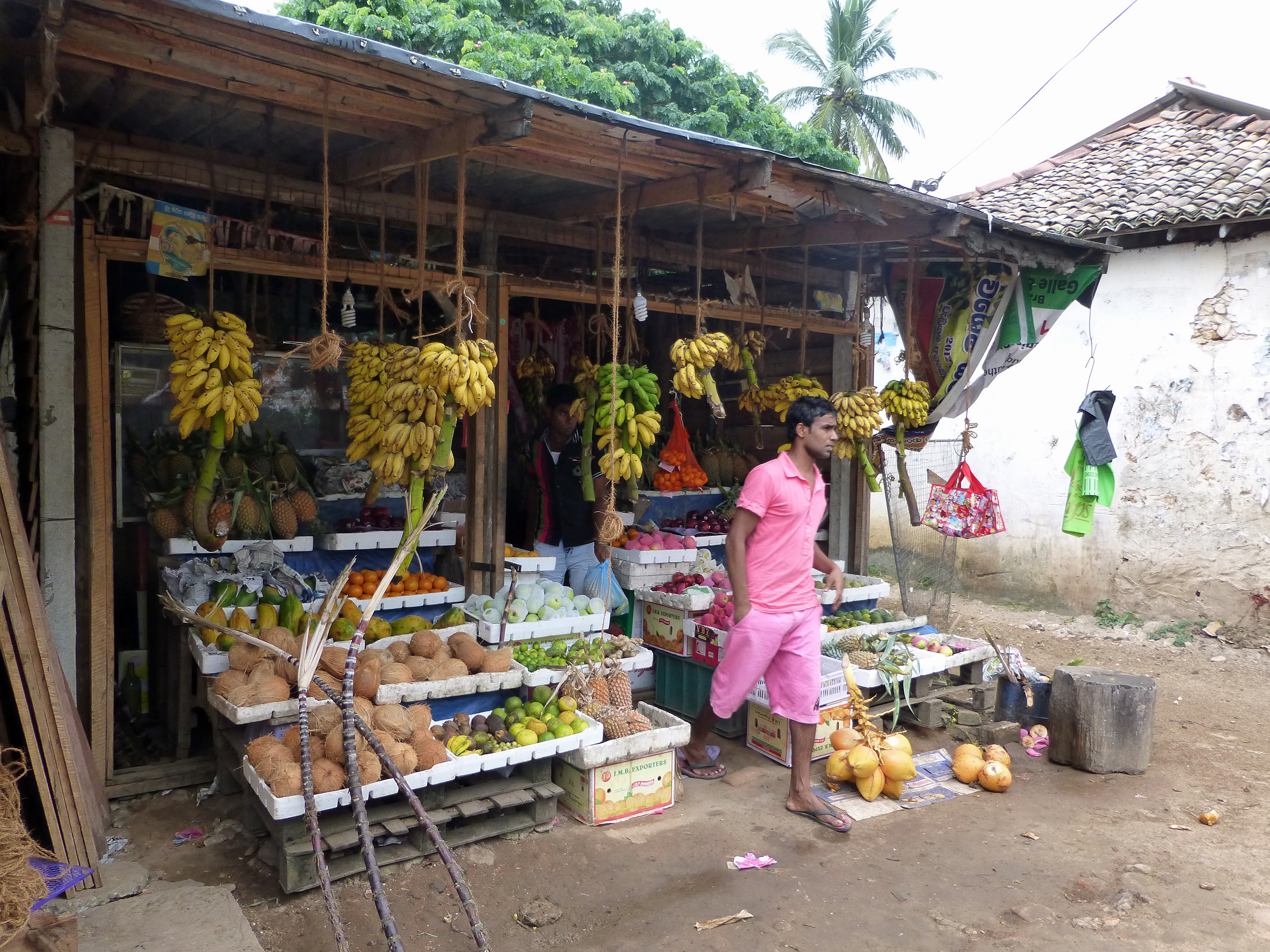
Marchand de fruits
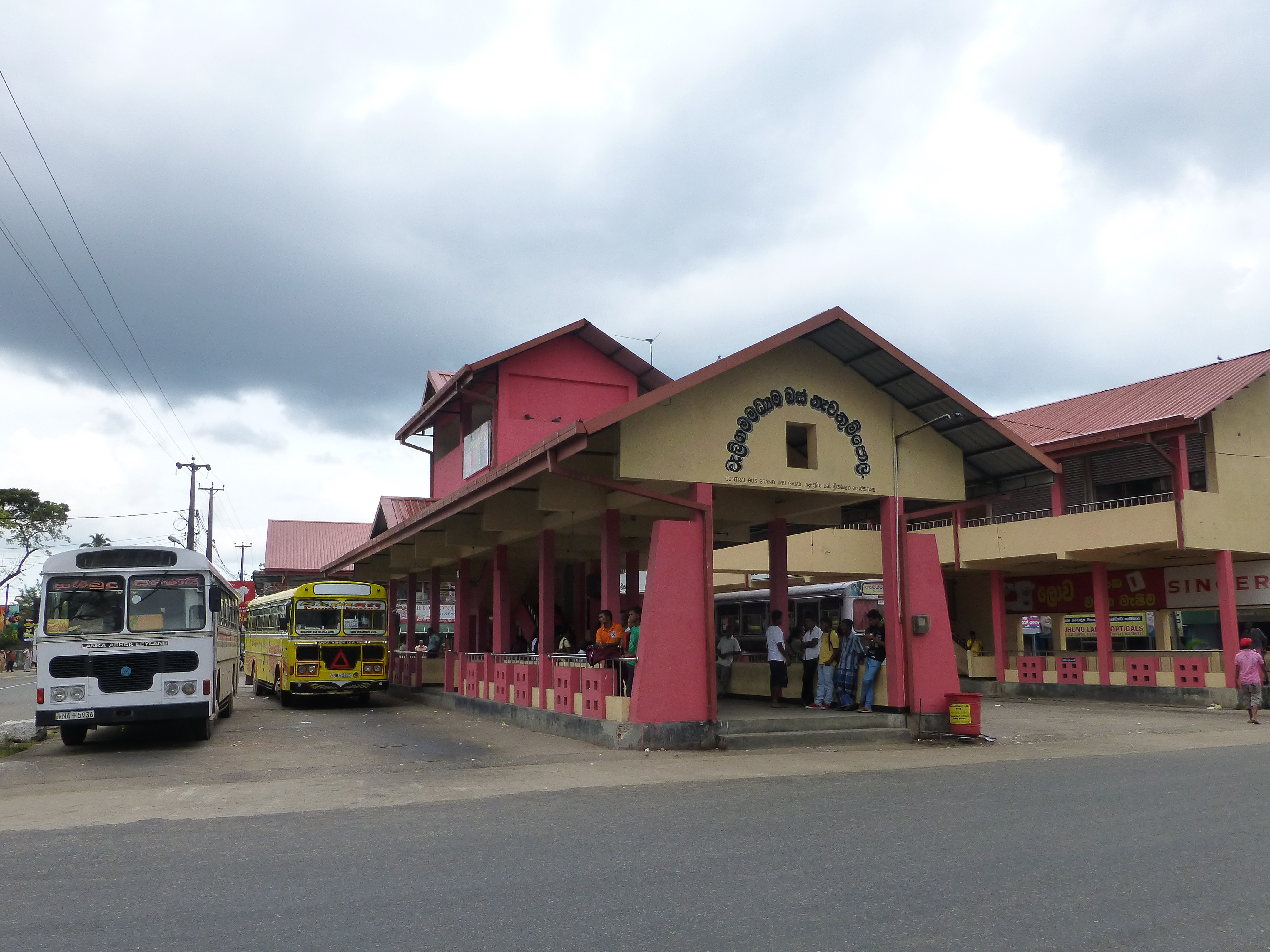
Gare routière
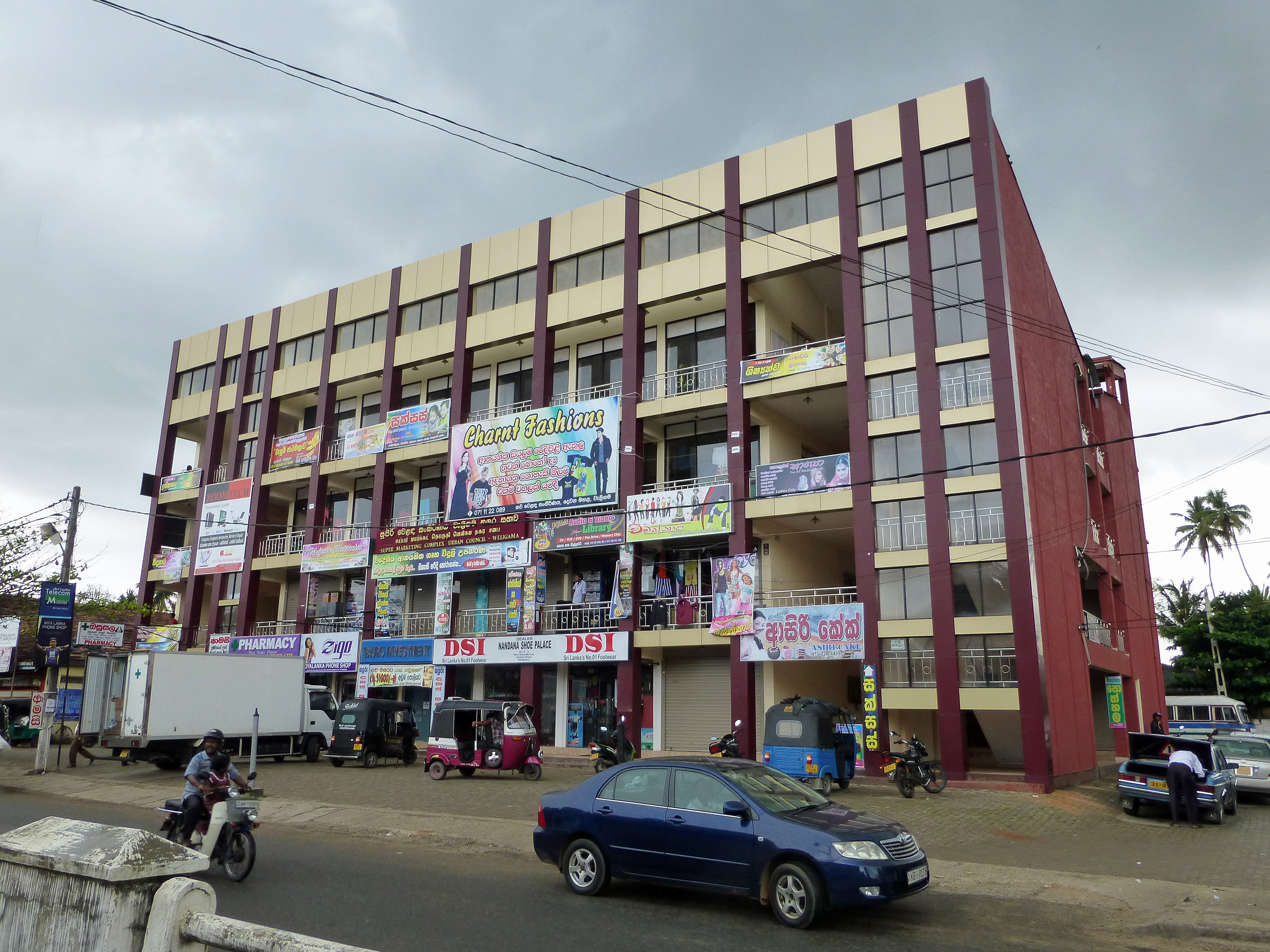
Immeuble